# Actinoloba radiata
Actinoloba radiata là một loài bướm đêm trong họ Geometridae.